# Ectoedemia occultella
Ectoedemia occultella là một loài bướm đêm thuộc họ Nepticulidae. Nó được tìm thấy ở hầu hết châu Âu, phía đông Nga (ở đó nó đã được ghi nhận từ Murmansk, Karelia, Leningrad, Samara và Tatarstan và Sakhalin) đến Nhật Bản. Nó cũng có mặt ở Bắc Mỹ.
Sải cánh dài 5–7 mm. Con trưởng thành bay từ tháng 5 đến tháng 7. Ấu trùng ăn Betula ermani, Betula grossa, Betula humilis, Betula nana, Betula obscura, Betula pendula và Betula pubescens.